# Niederösterreich
Niederösterreich er en delstat i Østrig. Den grænser mod Tjekkiet i nord, Slovakiet i nordøst, Burgenland i sydøst, Steiermark i syd og Oberösterreich i vest. Desuden omkranser den Wien.
Niederösterreich er forskelligt sammensat med Alperne mod syd, klima og jordbund til frugtdyrkning mod vest og bakkede arealer i øst til vindyrkning.
Niederösterreich har en befolkning på 1.611.981 (pr. 2012). Landet er inddelt i fire statutarbyer og 21 distrikter.
Landdagens to største partier er ÖVP og SPÖ med hhv. 31 og 15 mandater.

## Geografi
Navnet Niederösterreich betyder Nedre Østrig, modsat Oberösterreich, der betyder Øvre Østrig. I middelalderen var Bayern den dominerende magt i området, og set fra Bayern omtaltes området øst for ("neden for") floden Enns som Niederösterreich. Enns er grænseflod mellem Ober- og Niederösterreich.
Niederösterreich er Østrigs største delstat og har et areal på 19.186 km². 39,6 % er dækket af skov, 0,2 % er bjerge, 48,7 % anvendes til landbrug og 1,6 % til dyrkning af vin (med 307 km² vinareal ligger 60 % af Østrigs 503 km² vinareal i Niederösterreich). Niederösterreich har den største andel landbrugsareal af de ni delstater. Statsgrænsen mod Tjekkiet og Slovakiet er 414 km. Floden Morava er grænseflod til Slovakiet og Thaya er grænseflod til Tjekkiet.
Geografisk er Niederösterreich af historiske årsager inddelt i fire regioner: Waldviertel, Weinviertel, Industrieviertel og Mostviertel. Den regionale inddeling har hverken administrativ eller politisk betydning.
Regionerne er geografisk meget forskellige. Mostviertel har udløbere af de nordlige kalkalper med bjerge på over 2.000 m.o.h. men har også fladt landskab med det store tektoniske bækken omkring Tulln. Området mellem floderne Ybbs og Enns i Mostviertel har gode betingelser for frugtavl. Waldviertel er derimod formet af et granit- og gnejsplateau. Weinviertel i den nordøstlige del af Niederösterreich består af et bakket landskab, der flader ud mod Moravafeltet i øst, og gør området ideelt til vindyrkning. Den sydøstlige del af Niederösterreich i Industrieviertel er præget af de store grønne arealer i Wienerwald samt bjergområderne mod grænsen til Steiermark.

### Bjerge
Hovedparten af Niederösterreichs bjerge er en del af de nordlige kalkalper på grænsen til den sydligere delstat Steiermark. Niederösterreichs tre højeste bjerge ligger også området:
- Schneeberg (2.076 m)
- Rax (1.943 m)
- Ötscher (1.893 m)

### Floder
Donau er Niederösterreichs mest markante flod på 286 km. gennem delstaten afvander den via sine bifloder betydelige arealer af Niederösterreich.
De vigtigste bifloder på den nordlige side af Donau er Ysper, Kamp, Krems, Lainsitz (Lužnice), Morava og Thaya. På den sydlige side af Donau er det Enns, Ybbs, Erlauf, Melk, Pielach, Traisen, Schwechat, Fischa, Schwarza, Triesting, Pitten og Leitha.

## Befolkning
Niederösterreich har oplevet et faldende antal fødsler siden 1960'erne. I 1961 var der 25.803 levendefødte i delstaten, mens tallet i 1991 var 17.252 og i 2009 13.641. I 2010 vendte tendensen imidlertid, da antallet af levendefødte steg svagt til 14.004. Antallet af døde var i 2010 15.796, og der var dermed et fødselsunderskud på 1.792. 22.552 personer udvandrede til andre delstater i Østrig (primært til Wien) og 9.743 udvandrede til udlandet i 2010. 25.091 indvandrede til Niederösterreich fra det øvrige Østrig (primært fra Wien) og 12.937 indvandrede fra udlandet samme år. Således betød vandringerne i alt 5.733 flere borgere i 2010, hvilket sammenlagt med fødselsunderskuddet gav en befolkningsvækst i 2010 på godt 4.000 personer. Befolkningsprognosen for Niederösterreich viser en befolkningsfremgang på 19 % i 2050, hvilket gør delstaten til den hurtigst voksende i Østrig. For Østrig som helhed forventes en befolkningsvækst på knap 12 %.
Prognosen viser endvidere, at antallet af unge under 15 år er stigende frem til 2050, samt at befolkningen i den erhvervsaktive alder mellem 15 og 60 er stigende frem til 2018, hvorefter den falder frem til 2050. Således vil der være 9 % flere børn og unge, mens antallet i den erhvervsaktive alder vil være status quo. Der bliver til gengæld flere ældre og antallet af indbyggere over 60 år forventes at være steget med 28 % fra 2010 til 2050. Antallet af ældre forventes at udgøre 35 % af befolkningen i 2050 mod 24 % 2010. Ældreandelen i Niederösterreich ligger lidt over landsgennemsnitt på hhv. 23 % i 2012 og 34 % i 2050.
| Statsborgerskab                    | Antal)    |
| ---------------------------------- | --------- |
| Østrig                             | 1.500.734 |
| EU-lande (før 2004)                | 20.627    |
| EU-lande (indtrådt 2004)           | 18.940    |
| EU-lande (indtrådt 2007)           | 7.603     |
| Schweiz/EFTA                       | 865       |
| Tidl. Jugoslavien ekskl. Slovenien | 32.896    |
| Tyrkiet                            | 15.670    |
| Øvrig Europa inkl. Rusland         | 4.714     |
| Afrika                             | 1.509     |
| Nord-, mellem- og sydamerika       | 2.064     |
| Asien                              | 5.689     |
| Oceanien                           | 128       |
| Andet                              | 542       |
| I alt                              | 1.611.981 |

I følge folketællingen fra 2001 er 79,3 % af Niederösterreichs befolkning tilhængere af den romerskkatolske kirke, 3,3 % bekender sig til den protestantiske kirke, 3,2 % bekender sig til islamisme og 10,8 % bekender sig ikke til en trosretning.

## Historie
Niederösterreich regnes sammen med Oberösterreich som Østrigs kernelande. Det var her kejser Otto III. skænkede et landstykke omkring Neuhofen an der Ybbs til biskoppen af Freising i 996, hvor navnet Ostarrîchi, som senere blev til Österreich, første gang nævnes i en skriftlig kilde.

### Urhistorie
Niederosterreich har flere arkæologiske fundsteder, der viser spor efter neandertalers tilstedeværelse for 70.000 år siden. Det kendteste fundsted er i Wachau. I Niederösterreich har man også fundet de to ældste østrigske kunstværker: Venus fra Galgenberg (den såkaldte Dansende Fanny) fundet i Stratzing er verdens ældste antropomorfe figur. Det er en 7,2 cm. høj kvindelignende figur, der er omkring 30.000 år gammel og fremstillet af amfibolitskifer, og den 27.000 år gamle Venus fra Willendorf, der er 11 cm. høj og fremstillet af kalksten.

### Kobberalder
Et af Østrigs ældste fund fra kobberalderen er fundet i Niederösterreich med Stollhofdepotet i Hohe Wand med smykker.
Omkring det 6. årtusinde f.Kr. bosatte mennesker sig i Niederösterreich, hvilket bl.a. ses fra udgravninger på Galgenberg i Horn. Den neolitiske revolution udviklede landbrugssamfundet, og den båndkeramiske kultur udviklede sig.
Badenkulturen var aktiv omkring 3600 - 2800 f.Kr. og er opkaldt efter fund gjort i Baden i Niederösterreich. Kulturen var udbredt i Østrig og Ungarn, men der er også gjort fund i Polen, Serbien, Slovakiet, Tjekkiet, Schweiz og Tyskland. Der var en meget højtudviklet keramikkultur, mens man anvendte kobber til fremstilling af smykker. Man holdt husdyr, og man anvendte 4-hjulede vogne samt benyttede plove i landbruget.

### Bronzealder
Med urnemarkskulturen i bronzealderen fik man en højere standard af metalarbejder. Det ses bl.a. af gravfund af økser og spydspidser af bronze. Der er blandt andet gjort betydelige fund i Franzhausen i nærheden af St. Pölten i Niederösterreich med over 400 gravsteder.

### Antikken
I det 2. århundrede f.Kr. levede kelterne i den sydlige del af Niederösterreich. Kelterne dannede kongeriget Noricum af en sammenslutning af flere keltiske stammer under ledelse af norikerne, og det udgjorde den første statsdannelse på østrigsk jord. Det indbefattede udover det nuværende Kärnten og Steiermark også en del af Niederösterreich; sandsynligvis området mellem Donau og Alperne.
Kelterne udviklede en avanceret forarbejdningsteknologi, og det keltiske jern var højt værdsat af romerne. Kelterne blev efterhånden fortrængt, og omkring 15 f.Kr. erobrede kejser Augustus store del af det nuværende Østrig til Donau. Kejser Claudius dannede den romerske provins Noricum med Niederösterreich til Donau, mens Niederösterreich øst for Wienerbækkenet blev underlagt Pannonien. Langs Donau anlagde romerne en limes som forsvar mod nord, og rester heraf kan ses flere steder i Niederösterreich, f.eks. Kastell Cannabiaca i Zeiselmauer.

### Middelalder
Med Odoakers sejr over romerne i Noricum i 476 begyndte en kontinuerlig bosættelse af bajuvarer i Noricum. Efter Romerrigets endelige fald i det 6. århundrede, trængte avarerne fra Asien ind i karpaterbækkenet og Pannonien og fortrængte derfra slaverne, der bevægede sig mod sydøst til Balkan og mod vest lang med Drau, Mur og Mürz uden at støde på modstand fra den keltoromanske befolkning.
I 788 indlemmer Karl den Store Bayern som hertugdømme i Frankerriget, og øst for Enns (i Niederösterreich) etablerer han omkring år 800 Avarermarken som grænsemark til beskyttelse mod Avarerne. Avarermarken havde status af markgrevskab. Med traktaten i Verdun tilfaldt Bayern sammen med Avarermarken og Karantanien Østfranken.
I 907 erobrer ungarerne avarermarken, men med Lechfeldslaget i 955 tilbageerobrer Otto den Store området i tysk besiddelse, og bayrerne rykkede dermed atter øst for Enns. De etablerer et markgravskab i det nuværende Niederösterreich, som kaldtes Marchia Orientalis (østlige mark).
I 976 blev Leopold 1. af Babenberg-slægten forlenet med denne "mark". I 996 anvendes første gang formelt navnet Ostarrîchi, som senere blev til Österreich. Det skete, da Heinrich I. den 1. november 996 kundgør, at klosteret i Freising får et jordstykke ved Neuhofen an der Ybbs: in regione vulgari vocabulo Ostarrîchi in marcha et in comitatu Heinrici comitis filii Luitpaldi marchionis: i det område, der i folkemunde hedder Østrig, og som ligger i Leopolds søn grev Heinrichs mark og grevskab.
Med Babenbergernes herredømme over området sker der stor udbredelse af bosættelserne i det 11. og 12. århundrede, og de opbygger deres magtposition på de indre linjer bl.a. ved mange nye klostergrundlæggelser. Markante klosterbygninger fra denne periode er f.eks. Stift Melk og Stift Klosterneuburg.
I 1156 bliver Ostarrîchi gennem Privilegium Minus ophøjet til et uafhængigt hertugdømme.

### Habsburgtiden begynder
I 1278 kommer Niederösterreich under habsburgsk overherredømme. Det lykkedes Hertug Rudolf 4. af Østrig at ophøje Østrig og dermed Niederösterreich til et ærkehertugdømme gennem en række forfalskede dokumenter benævnt Privilegium Maius. Det gav Østrig rettigheder svarende til kurfyrsternes i det Tysk-romerske rige.
Efter at den barnløse ærkehertug Ladislus Postumus (der var den første til at bære titlen ærkehertug af Østrig) døde i 1457 opstod der en strid om arvefordelingen af riget. Striden endte med, at Niederösterreich tilfaldt hans onkel Frederik 3. (der som ærkehertug af Østrig kaldtes Frederik 5.) og Oberösterreich tilfaldt Frederik 3.'s bror Albrecht VI.

### Nyere tid
Wienerwald uden for Wien blev hårdt ramt under den første tyrkiske belejring af Wien i 1529. Forstæderne omkring Wien blev brændt ned af Wienerne for at sikre forsvaret af Wien, og Osmannernes hær hærgerede området omkring Wienerwald med store østrigske tab til følge.
Den anden tyrkiske belejring af Wien skulle komme til at få endnu større betydning for Niederösterreich. Efter den første belejring af Wien og efter Trediveårskrigen havde Wien rekonstrueret byens forsvarsværker, hvilket betød en længerevarende belejring af området uden for Wien. Belejringen begyndte den 14. juli 1683 og først den 12. september blev tyrkerne slået endegyldigt tilbage ved slaget ved Kahlenberg. Det samtidige tidsskrift Theatrum Europaeum talte om 14.933 nedbrændte landsbyer og 88.209 bortførte personer. Tallet er sandsynligvis overdrevet, men omkostningerne ved belejringen var enorme for Niederösterreich. Tabene var store og det skal tages med i betragtning, at der i 1679 også havde været et udbrud af pest. Der var i de følgende år en stor indvandring fra bl.a. Steiermark, Oberösterreich, Tyrol og Salzburg samt fra områder i Tyskland. I visse byer var det op til halvdelen af befolkningen som blev befolket af disse indvandrere.
Også senere anslag mod Wien har haft betydning for Niederösterreich. Napoleonskrigene medførte plyndringer, voldtægt og tab af menneskeliv ved slagene ved Aspern-Essling og Wagram.
Da 1. verdenskrig var slut og Habsburgernes rige brudt sammen, blev den Første Østrigske Republik udråbt. Niederösterreich blev delstat i den nye republik. Niederösterreich var i 1918 det folkerigeste forbundsland med over 3 mio. indbyggere, hvilket udgjorde mere end halvdelen af Østrigs befolkning. De politiske overbevisninger fra de stærkt repræsenterede konservative på landet mod de i Wien repræsenterede socialdemokrater var svære at forene. Samtidig gav Niederösterreichs størrelse et skævt forhold til de øvrige forbundslande. Derfor skabte man i 1920 forfatningsmæssigt grundlag for at udskille Wien fra Niederösterreich, hvorved Wien i 1922 blev det niende forbundsland.
Niederösterreich bibeholdt dog administration og de politiske organer i Wien indtil man ved en folkeafstemning i 1986 besluttede af gøre St. Pölten til delstatshovedstad.

## Kultur
Niederösterreich har en række kulturinstitutioner og museer fordelt over hele delstaten. Niederösterreichische Landesmuseum i St. Pölten er delstatens største museum, der viser kunst og kultur op gennem Niederösterreichs historie. Andre betydende museer i Niederösterreich er kunstmuseet for samtidskunst Sammlung Essl i Klosterneuburg, Kunsthalle Krems, Egon-Schiele-Museum i Tulln med værker af kunstneren Egon Schiele og Museet for oldtidshistorie i Asparn an der Zaya, der er en satellit af Niederösterreichische Landesmuseum. Endvidere er der udgravninger af den romerske militærlejr Carnuntum 40 km øst for Wien. Hitlertiden er mindet i flere lokalsamlinger.
Flere klostre og slotte i Niederösterreich fungerer som kultursamlinger, hvor bl.a. kan nævnes Stift Melk, Stift Klosterneuburg, slottet Schallaburg og Scloss Grafenegg
Feststpielhaus St. Pölten er en musikteaterscene, der blev bygget i 1997 med plads til 1.079 gæster i den store sal. Største teatre er Stadttheater i St. Pölten og Baden. Endvidere afholdes årligt Donaufestival i Krems, hvor der over to weekender i foråret afholdes opvisninger inden for moderne kunst og kultur.

## Politik
Niederösterreichs landdag består af 56 medlemmer, der vælges for en femårig periode. Delstatsregeringen består af 9 medlemmer og sammensættes efter proportionalitet, dvs. at regeringen sammensættes efter partiernes antal af mandater. Politisk er ÖVP traditionelt det største parti i delstaten, og siden 1945 har delstatsformanden uafbrudt været fra dette parti.
Ved delstatsvalget den 9. marts 2008 fordelte mandaterne i landdagen sig således:
- ÖVP, 31 mandater
- SPÖ, 15 mandater
- FPÖ, 6 mandater
- Die Grunen, 4 mandater

Erwin Pröll (ÖVP) er delstatsformand. Derudover består regeringen af 5 medlemmer fra ÖVP, 2 medlemmer fra SPÖ og 1 medlem fra FPÖ.

## Administrativ inddeling
Niederösterreich er inddelt i 21 distrikter og 4 statutarbyer. Der endvidere 573 kommuner.
De fire statutarbyer er (indbyggertal pr. 2012):
- St. Pölten, 52.048 indbyggere
- Krems, 24.110 indbyggere
- Waidhofen an der Ybbs, 11.452 indbyggere
- Wiener Neustadt, 41.537 indbyggere

De 21 distrikter er (indbyggertal pr. 2012):
- Amstetten, 112.498 indbyggere
- Baden, 138.894 indbyggere
- Bruck an der Leitha 42.985 indbyggere
- Gänserndorf, 96.070 indbyggere
- Gmünd, 37.739 indbyggere
- Hollabrunn, 50.380 indbyggere
- Horn, 31.455 indbyggere
- Korneuburg, 75.516 indbyggere
- Krems-Land, 55.966 indbyggere
- Lillienfeld, 26.427 indbyggere
- Melk, 76.376 indbyggere
- Mistelbach, 74.024 indbyggere
- Mödling, 114.497 indbyggere
- Neunkirchen, 85.569 indbyggere
- St. Pölten-Land, 96.728 indbyggere
- Scheibbs, 41.052 indbyggere
- Tulln, 71.171 indbyggere
- Waidhofen an der Thaya, 26.727 indbyggere
- Wiener Neustadt-Land, 75.161 indbyggere
- Wien-Umgebung, 115.383 indbyggere
- Zwettl, 43.690 indbyggere